# Rolls-Royce Spey

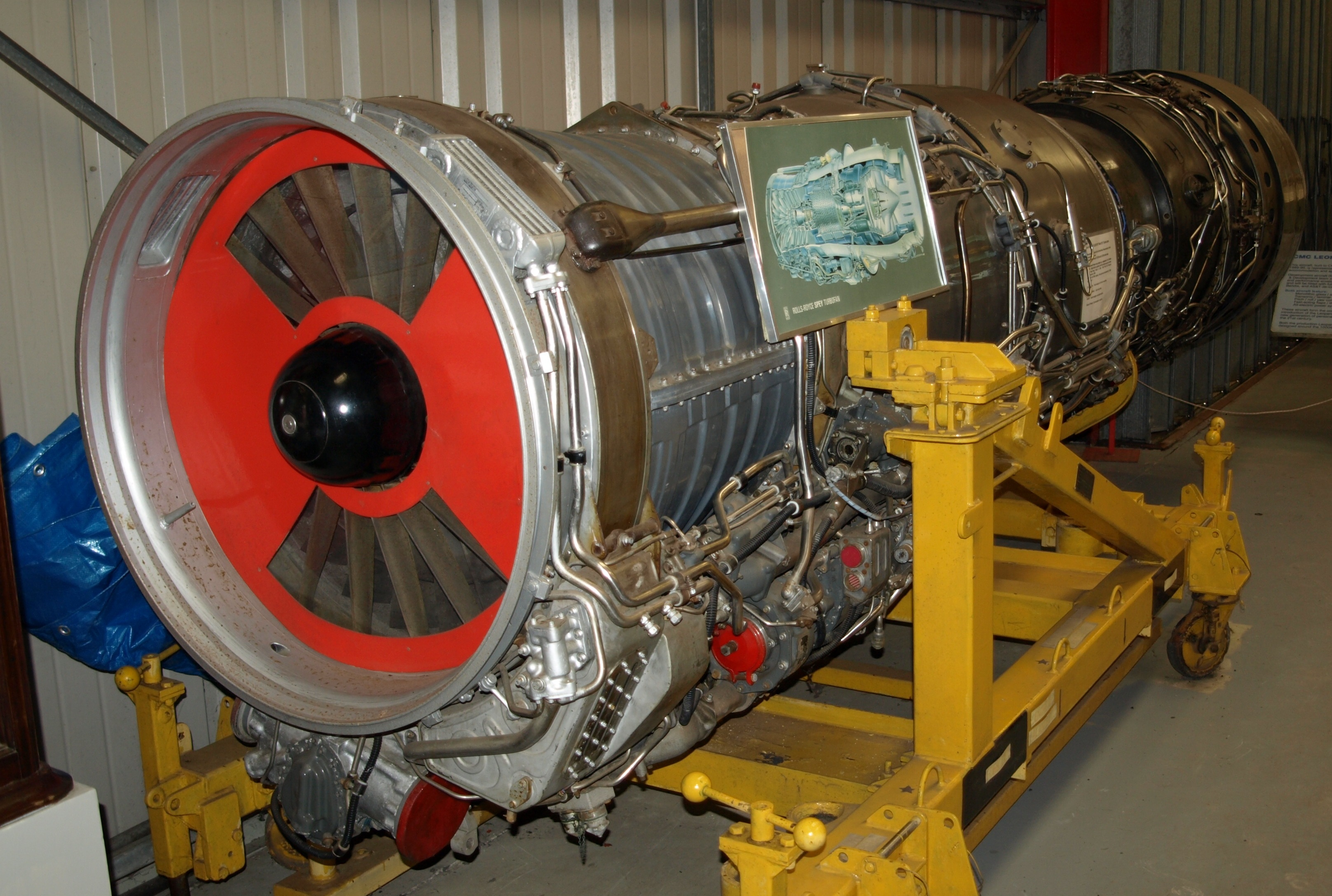
RR Spey RB.168 (Mk.202)

Das Rolls-Royce RB.163 Spey ist ein Zweiwellen-Turbofan-Triebwerk des britischen Herstellers Rolls-Royce, das in den späten 1950er Jahren entwickelt wurde und 1964 zum ersten Mal lief. Es wird vor allem als Strahltriebwerk für Flugzeuge verwendet.

## Flugtriebwerk
Es handelt sich um ein vom nicht in Serie gegangenen Rolls-Royce Medway abgeleitetes, kleineres Triebwerk, das für die Hawker Siddeley Trident entwickelt wurde. Als Schub waren zunächst 55,86 kN vorgesehen, und es kam auch bei der BAC 1-11 zum Einsatz. 
Als militärische Variante (RB.168) und mit einem Nachbrenner wurden bis zu 90,3 kN erreicht, es kam erstmals in der Blackburn B-103 Buccaneer zum Einsatz. In den USA wurde eine Lizenzfertigung bei der Allison Engine Company begonnen. Das Triebwerk wurde dort Allison TF 41 (F113) genannt und bei der Vought A-7 verwendet. Auch in den britischen McDonnell F-4 wurde es eingesetzt. Dazu musste der Rumpf umkonstruiert werden, da das Spey einen größeren Durchmesser als das General Electric J79 hat. Eine vereinfachte und weniger leistungsfähige Version (44 kN Schub) war das RB.183, ursprünglich als „Spey Junior“ bezeichnet, das etwa bei der Fokker F.28 zum Einsatz kam.
Das Spey wird heute (2004) noch produziert. Die letzte Variante ist das Spey 807 mit einem erhöhten Bypass-Verhältnis. Es wird bei der Embraer AMX eingesetzt. Eine Weiterentwicklung des Spey mit größerem „Fan“ (Bläser) und weiteren Verbesserungen ist das Rolls-Royce Tay-Triebwerk.
Insgesamt wurden seit 1968 2.768 Serientriebwerke hergestellt. Das Spey gilt als außerordentlich zuverlässig. Es war das erste Flugtriebwerk mit einer MTBO von 10.000 h.
|                      |                      | Spey 807 | Spey 250/251 | Spey 202/203/205              |
| -------------------- | -------------------- | -------- | ------------ | ----------------------------- |
| Schub (kN)           | Schub (kN)           | 49,1     | 53,4         | 91,2/98/120 (mit Nachbrenner) |
| Nebenstromverhältnis | Nebenstromverhältnis | 0,93     | 0,64         |                               |
| Druckverhältnis      | Druckverhältnis      | 16,3     | 20,2         | 16,9                          |
| Länge (mm)           | Länge (mm)           | 2456     | 2972         |                               |
| Durchmesser (mm)     | Durchmesser (mm)     | 826      | 826          |                               |
| Leergewicht (kg)     | Leergewicht (kg)     | 1114     | 1243         | 1856                          |
| Kompressor           | ND-Stufen            | 4        | 5            |                               |
| Kompressor           | HD-Stufen            | 12       | 12           |                               |
| Turbine              | ND-Stufen            | 2        | 2            |                               |
| Turbine              | HD-Stufen            | 2        | 2            |                               |
| Brennkammern         |                      | 10       | 10           |                               |

## Andere Anwendungen
Das Rolls-Royce Spey-Triebwerk wird auch für die Gulfstream II sowie die Gulfstream III (Privat- & Geschäftsreiseflugzeuge) verwendet.
Die niederländische Marine verwendet Aeroderivatives vom Typ Spey SM1C in ihren Fregatten der Karel-Doorman-Klasse. Für den Einsatz bei den Fregatten des Typs 23 der Royal Navy kommen abgewandelte Spey-Triebwerke mit einer Wellenleistung von 19,5 MW zum Einsatz. Dieses Triebwerk wird als Kawasaki SM1A in Japan in Lizenz gefertigt.
Zudem diente es als Antrieb im schnellsten Landfahrzeug der Welt, dem ThrustSSC.